# Fränk Arndt
Pour les articles homonymes, voir Arndt.
Fränk Arndt, né le 10 juin 1959 à Wiltz (Luxembourg), est un homme politique luxembourgeois, membre du Parti ouvrier socialiste luxembourgeois (LSAP).
Membre du LSAP depuis 1991, il devient conseiller communal de Wiltz en 2000, puis échevin en 2005 et enfin, bourgmestre de 2009 à 2023. À la suite des élections législatives du 20 octobre 2013, il devient député à la Chambre pour la circonscription Nord en remplacement de Romain Schneider. Il renonce à se porter candidat aux élections législatives du 14 octobre 2018 en raison d'une charge de travail trop importante entre son mandat de député et de bourgmestre.
Serrurier de formation, c'est un ouvrier au sein de l'entreprise Circuit Foil à Wiltz et cadre syndical de profession. Il occupe le poste de secrétaire central de la Confédération syndicale indépendante du Luxembourg (OGBL) pour la région Nord pendant 12 ans.
Fränk Arndt est marié et a deux enfants.